# Hernán Castellano
Hernán Claudio Castellano (Marcos Juárez, Provincia de Córdoba, Argentina; 3 de agosto de 1972) es un exfutbolista argentino. Jugaba como arquero y su primer equipo fue Rosario Central, club donde también se retiró y que lo tuvo como entrenador de arqueros del plantel profesional hasta agosto de 2023. Actualmente ocupa ese cargo en la selección de Kuwait, siendo reemplazado en Rosario Central por Juvenal Rodríguez.

## Trayectoria
Realizó las divisiones inferiores en Rosario Central y debutó profesionalmente en ese club. Posteriormente jugó en Gimnasia y Esgrima de Jujuy, en donde fue titular indiscutido muchos años. Se destaca un partido frente a Boca Juniors, en el que contuvo dos penales (a Latorre y Matellán). Además ya le había atajado un penal a Diego Maradona jugando para Central, en el Clausura 1996. Y otro donde, enfrentando a River Plate, cayeron vapuleados por 8-0 y a ocho minutos del final se dirigió hasta el centro del campo para rogarle al árbitro que diera por terminado el partido antes de tiempo, producto de lo cual Hernán Castellano fue amonestado y finalmente expulsado.  También jugó en Unión de Santa Fe donde afirmó haber pasado un gratificante torneo y recordó las enseñanzas de Nery Pumpido, el entrenador rojiblanco que fue arquero y campeón del mundo en 1986.
En 2001 volvió a Rosario Central, pero no logró conseguir la titularidad desde su regreso. A principios de junio de 2008 quedó libre de la institución de Arroyito y decidió retirarse.
Ocupó el banco de relevos de Central en 189 oportunidades, y además es el jugador más veces expulsado en la historia sin ingresar al campo de juego (cinco veces). También es el arquero más expulsado de la historia de Rosario Central con seis expulsiones. Por otra parte, es el segundo arquero que más penales atajó en torneos cortos, con 13, uno menos que Oscar Passet.
Luego de retirarse, comenzó a trabajar en Rosario Central como entrenador de arqueros del plantel profesional, actualmente ocupa ese cargo en la selección de Baréin.

## Clubes
| Club                        | País      | Año       | PJ  | GR  |
| --------------------------- | --------- | --------- | --- | --- |
| Rosario Central             | Argentina | 1992-1996 | 14  | 19  |
| Gimnasia y Esgrima de Jujuy | Argentina | 1996-2000 | 145 | 241 |
| Unión de Santa Fe           | Argentina | 2000-2001 | 35  | 51  |
| Rosario Central             | Argentina | 2001-2008 | 42  | 60  |